# Won in a Closet
Won in a Closet é um filme de comédia dos Estados Unidos de 1914 em curta-metragem, notável por ser o primeiro filme dirigido por Mabel Normand. O filme é conhecido na Inglaterra como Won in a Cupboard.

## Estado de conservação
Este filme, previamente considerado como perdido, foi descoberto em 2010 na Nova Zelândia, onde era conhecido como Won in a Cupboard. Isso torna o filme o mais velho conservado, dirigido e estrelado por Normand.